# Ямалетдинов, Ильис Миниахметович
Ильис Миниахметович Ямалетдинов (17 ноября 1936 — 23 февраля 2022) — башкирский художник декоративно-прикладного искусства. Заслуженный художник БАССР (1977). Золотая медаль Всемирной выставки в Монреале (1967). Лауреат Государственной премии РБ им. Салавата Юлаева (1985). Золотая медаль Союза художников России. Педагог художественного отделения Уфимского училища искусств, где преподавал резьбу по дереву.
Создатель знаменитого символа Башкирии, национального бренда — деревянной скульптуры «Медведь с бочонком мёда».

## Биография
Родился 17 ноября 1936 года в Давлеканово БАССР.
Два года учился на отделении мастеров по художественной обработке дерева при Высшем художественно-промышленном училище им. В. И. Мухиной, затем ХГФ Нижнетагильского государственного педагогического института. Работал по распределению в Полтаве.
C 1960 года на протяжении 14 лет работал художником-резчиком по дереву на Бирской фабрике художественных изделий. В 1974-м переехал в Уфу, стал работать художником, главным художником Башкирского художественного объединения «Агидель».
3 года работал научным сотрудником, заведующим отделом в Музее этнографии народов Башкортостана.
Произведения Ямалетдинова хранятся в Государственном музее этнографии народов России (Санкт-Петербург), Венгерский государственный этнографический музей (Будапешт), БГХМ им. М. В. Нестерова (Уфа), Национальный музей РБ (Уфа), Народный музей Азербайджана (Шеки), Музей АО БХП «Агидель» (Уфа), в частных коллекциях.
Скончался 23 февраля 2022 года в Уфе.

## Выставки
С 1964 года — участник республиканских, в том числе специальных (ДПИ), зональных, региональной, всероссийских, всесоюзных и зарубежных специальных (ДПИ; народные промыслы).
С 1969 года и вплоть до 1992 года Ямалетдинов участвовал в зарубежных выставках ДПИ (Аргентине, Болгарии, Германии, Дании, Ираке, Индии, Канаде, Польше, Португалии, Америке, Шри-Ланка) с демонстрацией профессионального мастерства.
В апреле 2012 года в Уфимской художественной галерее проходила выставка декоративно-прикладного искусства и живописи, устроенная Союзом художников Башкортостана в честь 75-летия Ильиса Миниахметовича Ямалетдинова.

## Награды
Лауреат премии РБ им. Салавата Юлаева (1985), «За создание художественных изделий народно-прикладного искусства в Башкирском ордена Дружбы народов художественном объединении „Агидель“».
Обладатель Золотого наградного знака Союза художников России «Духовность. Традиции. Мастерство», медалист ВДНХ СССР, лауреат региональной выставки народных художественных промыслов и ремёсел «Мастера Большого Урала», дипломант Башкортостанского филиала Российского фонда культуры, Третьего Всероссийского конкурса мастеров резьбы и росписи по дереву.